# Championnat de Grèce de football 2013-2014
Navigation
2012-2013 2014-2015
La saison 2013-2014 de Superleague Greece est la 55e édition de la première division grecque de football sous sa forme actuelle.
Contrairement aux saisons précédentes, le championnat est composé de 18 équipes au lieu de 16. Chaque équipe est successivement opposée aux 17 autres à deux reprises (une fois à domicile, l'autre à l'extérieur) sur 34 journées.
L'Olympiakos Le Pirée, triple vainqueur en titre, tente de défendre son titre contre 17 autres équipes du championnat, dont quatre promus de Football League.
À l'issue de la saison, le club totalisant le plus grand nombre de points est déclaré champion de Grèce et se qualifie pour la prochaine Ligue des Champions. Les équipes classées de la 2e à la 5e place se disputent les trois autres places qualificatives pour les compétitions européennes (une en tour préliminaire de Ligue des Champions et 2 pour les tours de qualification de la Ligue Europa) lors de barrages prenant la forme d'un mini-championnat. Enfin, une cinquième place qualificative pour la Ligue Europa est réservée au vainqueur de la coupe de Grèce.
À l'inverse, les équipes finissant aux deux dernières places du classement sont reléguées en Football League. Le 16e du classement affronte le 3e de Football League pour tenter de conserver sa place en Superleague.
C'est le tenant du titre, l'Olympiakos, qui remporte le championnat cette saison après avoir terminé en tête du classement final, avec dix-sept points d'avance sur le PAOK Salonique et vingt sur le duo Atromitos-Panathinaïkos. Il s'agit du 41e titre de champion de Grèce de l'histoire du club.

## Participants
| \| Athènes : Apollon Atromitos Panathinaïkos Paniónios Aris PAOK Asteras Ergotelis OFI Crète Kallonis Levadiakos Panetolikós Panthrakikos Giannina Platanias Le Pirée: Olympiakos Xanthi Veria \| Localisation des clubs |
| Athènes : Apollon Atromitos Panathinaïkos Paniónios Aris PAOK Asteras Ergotelis OFI Crète Kallonis Levadiakos Panetolikós Panthrakikos Giannina Platanias Le Pirée: Olympiakos Xanthi Veria                              |

Légende des couleurs
- Phase de groupes de la Ligue des Champions 2013-2014
- Troisième tour de qualification de la Ligue des Champions 2013-2014
- Tour de barrages de la Ligue Europa 2013-2014
- Troisième tour de qualification de la Ligue Europa 2013-2014
- Deuxième tour de qualification de la Ligue Europa 2013-2014
- Promu de Football League

| Club                | Dernière montée | Classement 2012-2013 | Entraîneur           | Depuis | Stade                                | Capacité théorique |
| ------------------- | --------------- | -------------------- | -------------------- | ------ | ------------------------------------ | ------------------ |
| Apollon Smyrnis     | 2013            | 1 (D2)               | Lawrie Sanchez       | 2013   | Stadio Rizoupolis "Georgios-Kamaras" | 14 856             |
| Aris                | 2006            | 13                   | Zoran Milinković     | 2013   | Stadio Kleánthis-Vikelídis           | 22 800             |
| Asteras Tripolis    | 2007            | 4                    | Staikos Vergetis     | 2011   | Stadio Theodoros-Kolokotronis        | 7 616              |
| Atromitos           | 2009            | 3                    | Georgios Paraschos   | 2013   | Dimotiko Stadio Peristeriou          | 10 200             |
| Ergotelis Héraklion | 2013            | 2 (D2)               | Ioannis Petrakis     | 2013   | Pankritio Stadio                     | 26 240             |
| Kallonis            | 2013            | 3 (D2)               | Ioannis Matzourakis  | 2013   | Dimotiko Stadio Mytilinis            | 4 000              |
| Levadiakos          | 2011            | 11                   | Nikos Karageorgiou   | 2013   | Dimotiko Stadio Livadias             | 6 500              |
| OFI Crète           | 2011            | 14                   | Ricardo Sá Pinto     | 2013   | Theodoros-Vardinogiannis             | 9 088              |
| Olympiakos          | 1959            | 1                    | Míchel               | 2013   | Karaïskaki                           | 32 115             |
| Panathinaïkos       | 1959            | 6                    | Yánnis Anastasíou    | 2013   | Apostolos Nikolaïdis                 | 16 620             |
| Panetolikós         | 2013            | 4 (D2)               | Makis Chavos         | 2013   | G.F.S Panetolikós                    | 7 500              |
| Paniónios           | 1998            | 8                    | Nikos Pantelis       | 2013   | Stadio Nea Smyrnis                   | 11 700             |
| Panthrakikos        | 2012            | 10                   | Apostolos Mantzios   | 2013   | Dimotiko Stadio Komotinís            | 6 198              |
| PAOK                | 1959            | 2                    | Huub Stevens         | 2013   | Toumba                               | 28 703             |
| PAS Giannina        | 2011            | 5                    | Giorgos Georgopoulos | 2013   | Ethniko Stadio "I Zosimades"         | 7 534              |
| Platanias           | 2012            | 9                    | Níkos Anastópoulos   | 2013   | Dimotiko Gypedo Perivolion           | 4 000              |
| Skoda Xanthi        | 1989            | 7                    | Reiner Maurer        | 2013   | Skoda Xanthi Arena                   | 7 422              |
| Veria               | 2012            | 12                   | Ratko Dostanić       | 2013   | Dimotiko Stadio Veria                | 7 000              |

## Compétition

### Phase régulière

#### Classement
Le classement est établi sur le barème de points classique (victoire à 3 points, match nul à 1, défaite à 0).

En cas d'égalité entre 
- 2 équipes: On tient compte de la différence de buts particulière lors de leurs affrontements directs.
- + de 2 équipes: On tient compte des résultats entre toutes les équipes à égalité de points.

Source: superleaguegreece.net
| Rang | Équipe           | Pts | J  | G  | N  | P  | Bp | Bc | Diff |
| ---- | ---------------- | --- | -- | -- | -- | -- | -- | -- | ---- |
| 1    | 'Olympiakos'T    | 86  | 34 | 28 | 2  | 4  | 88 | 19 | +69  |
| 2    | PAOK             | 69  | 34 | 21 | 6  | 7  | 68 | 37 | +31  |
| 3    | Atromitos FC     | 66  | 34 | 19 | 9  | 6  | 54 | 25 | +29  |
| 4    | PanathinaïkosC   | 66  | 34 | 20 | 6  | 8  | 57 | 28 | +29  |
| 5    | Asteras Tripolis | 58  | 34 | 16 | 10 | 8  | 46 | 35 | +11  |
| 6    | OFI Crète        | 44  | 34 | 11 | 11 | 12 | 30 | 39 | -9   |
| 7    | ErgotelisP       | 44  | 34 | 11 | 11 | 12 | 39 | 40 | -1   |
| 8    | PanetolikósP     | 42  | 34 | 11 | 9  | 14 | 32 | 33 | -1   |
| 9    | Levadiakos       | 42  | 34 | 13 | 3  | 18 | 42 | 62 | -20  |
| 10   | Panthrakikos     | 41  | 34 | 11 | 8  | 15 | 39 | 52 | -13  |
| 11   | PAS Giannina     | 41  | 34 | 12 | 5  | 17 | 34 | 43 | -9   |
| 12   | KallonisP        | 39  | 34 | 12 | 3  | 19 | 31 | 62 | -31  |
| 13   | Paniónios        | 39  | 34 | 10 | 9  | 15 | 33 | 42 | -9   |
| 14   | Platanias FC     | 38  | 34 | 10 | 8  | 16 | 39 | 48 | -9   |
| 15   | PAE Veria        | 38  | 34 | 9  | 11 | 14 | 31 | 51 | -20  |
| 16   | Skoda Xanthi     | 38  | 34 | 11 | 5  | 18 | 44 | 54 | -10  |
| 17   | Apollon SmyrnisP | 36  | 34 | 9  | 9  | 16 | 43 | 54 | -11  |
| 18   | Aris FC          | 22  | 34 | 3  | 13 | 18 | 36 | 53 | -17  |

|  | Qualification pour la Ligue des champions de l'UEFA 2014-2015          |
|  | Qualification pour les plays-offs                                      |
|  | Participation au barrage de promotion-relégation                       |
|  | Relégation en deuxième division                                        |
|  | T : Tenant du titre C : Vainqueur de la Coupe de Grèce P : Promu de D2 |

#### Résultats
| Résultats (▼dom., ►ext.)                                   | APO | ARI | AST | ATR | ERG | KAL | LEV | OFI | OLY | PAO | PNT | PIO | PTH | POK | PAS | PLA | XAN | VER |
| Apollon Smyrnis                                            |     | 2-1 | 1-2 | 2-3 | 1-0 | 1-3 | 4-2 | 0-1 | 0-5 | 1-1 | 1-1 | 1-2 | 3-2 | 3-3 | 4-0 | 3-1 | 2-0 | 0-0 |
| Aris Salonique                                             | 0-2 |     | 1-1 | 0-0 | 0-2 | 0-2 | 1-1 | 0-0 | 0-2 | 0-2 | 0-0 | 1-0 | 2-2 | 1-1 | 0-0 | 1-2 | 1-1 | 0-0 |
| Asteras Tripolis                                           | 2-0 | 2-2 |     | 2-2 | 2-3 | 2-0 | 2-0 | 0-0 | 2-1 | 1-0 | 3-0 | 1-0 | 1-0 | 2-1 | 3-3 | 2-0 | 2-2 | 0-0 |
| Atromitos                                                  | 2-0 | 2-0 | 3-1 |     | 2-2 | 2-0 | 3-0 | 3-0 | 0-0 | 0-0 | 1-1 | 4-0 | 3-1 | 1-1 | 1-0 | 3-0 | 2-0 | 1-0 |
| Ergotelis Héraklion                                        | 2-2 | 3-3 | 0-1 | 0-1 |     | 3-0 | 2-0 | 0-1 | 1-4 | 0-2 | 0-1 | 1-1 | 3-1 | 2-2 | 1-0 | 3-1 | 2-2 | 2-0 |
| Kallonis                                                   | 0-0 | 3-1 | 0-2 | 0-1 | 0-0 |     | 1-0 | 1-0 | 0-1 | 0-4 | 3-1 | 3-2 | 2-0 | 2-5 | 1-0 | 1-0 | 1-5 | 0-3 |
| Levadiakos                                                 | 1-1 | 4-3 | 3-1 | 1-0 | 2-0 | 1-0 |     | 2-1 | 0-5 | 0-4 | 2-1 | 2-0 | 2-2 | 3-2 | 1-0 | 2-0 | 2-0 | 2-0 |
| OFI Crète                                                  | 2-0 | 2-0 | 1-1 | 2-0 | 1-1 | 3-1 | 1-0 |     | 0-4 | 1-1 | 2-1 | 0-0 | 1-0 | 1-1 | 1-1 | 0-0 | 3-2 | 0-1 |
| Olympiakos                                                 | 1-0 | 1-0 | 2-0 | 2-1 | 3-0 | 4-0 | 2-0 | 5-1 |     | 0-3 | 2-1 | 2-0 | 2-0 | 4-0 | 3-2 | 4-2 | 4-0 | 6-0 |
| Panathinaikos                                              | 3-1 | 4-1 | 2-1 | 1-2 | 1-1 | 3-0 | 3-1 | 1-0 | 0-1 |     | 2-0 | 1-0 | 1-2 | 2-1 | 3-1 | 1-0 | 2-1 | 1-1 |
| Panetolikós                                                | 2-1 | 0-0 | 0-1 | 1-3 | 0-0 | 3-0 | 2-1 | 1-0 | 0-0 | 1-0 |     | 0-0 | 3-1 | 2-0 | 2-0 | 3-0 | 1-0 | 0-0 |
| Panionios                                                  | 2-1 | 1-2 | 3-0 | 2-1 | 0-1 | 1-1 | 4-2 | 0-0 | 0-2 | 3-0 | 1-1 |     | 1-1 | 2-0 | 2-0 | 0-0 | 0-0 | 2-1 |
| Panthrakikos                                               | 2-3 | 2-1 | 1-1 | 1-3 | 2-1 | 2-0 | 1-0 | 1-1 | 1-4 | 0-2 | 2-1 | 4-1 |     | 0-3 | 2-0 | 1-0 | 2-1 | 1-0 |
| PAOK Salonique                                             | 0-0 | 3-1 | 2-0 | 2-0 | 2-1 | 2-1 | 3-0 | 5-0 | 2-1 | 2-1 | 1-0 | 4-1 | 3-0 |     | 2-1 | 1-0 | 3-0 | 4-1 |
| PAS Giannina                                               | 2-0 | 2-1 | 0-2 | 1-0 | 2-0 | 1-2 | 2-1 | 2-1 | 2-0 | 0-1 | 1-0 | 0-1 | 1-1 | 0-2 |     | 1-0 | 2-1 | 0-1 |
| Platanias                                                  | 2-0 | 2-1 | 1-1 | 1-1 | 0-1 | 7-0 | 2-0 | 0-2 | 1-4 | 1-1 | 1-0 | 1-0 | 1-1 | 2-1 | 1-2 |     | 3-0 | 2-2 |
| Skoda Xanthi                                               | 3-2 | 2-0 | 0-1 | 0-2 | 0-0 | 1-0 | 4-0 | 2-1 | 0-2 | 3-1 | 3-1 | 2-1 | 1-0 | 1-2 | 0-3 | 2-3 |     | 3-0 |
| Véria                                                      | 1-1 | 0-1 | 1-0 | 1-1 | 0-1 | 0-3 | 4-3 | 2-0 | 0-5 | 1-3 | 1-0 | 2-1 | 0-0 | 1-2 | 2-2 | 2-2 | 3-2 |     |
| - Victoire à domicile - Match nul - Victoire à l'extérieur |     |     |     |     |     |     |     |     |     |     |     |     |     |     |     |     |     |     |

### Plays-offs
| Rang | Équipe           | Pts | J | G | N | P | Bp | Bc | Diff |
| ---- | ---------------- | --- | - | - | - | - | -- | -- | ---- |
| 1    | PanathinaïkosC   | 11  | 6 | 2 | 3 | 1 | 7  | 5  | +2   |
| 2    | PAOK             | 10  | 6 | 3 | 2 | 1 | 8  | 4  | +4   |
| 3    | Atromitos FC     | 7   | 6 | 1 | 2 | 3 | 6  | 9  | -3   |
| 4    | Asteras Tripolis | 7   | 6 | 2 | 1 | 3 | 5  | 8  | -3   |

|  | Qualification pour la Ligue des champions de l'UEFA 2014-2015 |
|  | Qualification pour la Ligue Europa 2014-2015                  |
|  | C : Vainqueur de la Coupe de Grèce                            |

### Barrage de promotion-relégation
| Équipe 1          | Résultat | Équipe 2              |
| ----------------- | -------- | --------------------- |
| Skoda Xanthi (D1) | 2 - 1    | (D2) Olympiakos Volos |

- Les deux clubs se maintiennent dans leur championnat respectif.

## Bilan de la saison
| Championnat de Grèce de football 2013-2014                        |                        |
| Champion                                                          | Olympiakos (41e titre) |
| Coupes et trophées                                                |                        |
| Vainqueur de la Coupe de Grèce 2013-2014                          | Panathinaïkos          |
| Qualifications continentales                                      |                        |
| Ligue des champions de l'UEFA 2014-2015                           | Olympiakos             |
| Ligue des champions de l'UEFA 2014-2015                           | Panathinaïkos          |
| Ligue Europa 2014-2015                                            | PAOK Salonique         |
| Ligue Europa 2014-2015                                            | Atromitos FC           |
| Ligue Europa 2014-2015                                            | Asteras Tripolis       |
| Promotions et relégations                                         |                        |
| Promus en Championnat de Grèce de football                        | Niki Volos             |
| Promus en Championnat de Grèce de football                        | AO Kerkyra             |
| Relégués en Championnat de Grèce de football de deuxième division | Apollon Smyrnis        |
| Relégués en Championnat de Grèce de football de deuxième division | Aris FC                |

## Statistiques
| Rang | Nom                     | Nationalité | Équipe        | Buts |
| ---- | ----------------------- | ----------- | ------------- | ---- |
| 1er  | Esteban Solari          | Argentine   | Skoda Xanthi  | 16   |
| 2e   | Marcus Berg             | Suède       | Panathinaïkos | 15   |
| 3e   | El Fardou Ben Nabouhane | Comores     | PAE Veria     | 15   |
| 4e   | Dimítrios Papadópoulos  | Grèce       | Atromitos     | 14   |
| 5e   | Konstantínos Mítroglou  | Grèce       | Olympiakos    | 14   |

| Rang | Nom                 | Nationalité | Équipe     | Passes |
| ---- | ------------------- | ----------- | ---------- | ------ |
| 1er  | Alejandro Domínguez | Argentine   | Olympiakos | 11     |
| 2e   | Javier Umbides      | Argentine   | Atromitos  | 11     |
| 3e   | Joel Campbell       | Costa Rica  | Olympiakos | 9      |
| 4e   | Lucas Pérez         | Espagne     | PAOK       | 9      |
| 4e   | Andreas Tatos       | Grèce       | Aris FC    | 9      |